# 根室珠目鱼
根室珠目鱼（学名：Scopelarchus guentheri）为輻鰭魚綱仙女魚目珠目鱼科珠目鱼属的鱼类。分布于印度洋、太平洋、东大西洋以及南海等海域，垂直分布约4000-600米，體長可達12公分，棲息在中層水域，雌雄同體，生活習性不明。